# Доне-Дубово
Доне-Дубово (серб. Доње Дубово / Donje Dubovo) — село в общине Вишеград Республики Сербской Боснии и Герцеговины. В настоящее время село необитаемо.